# Епархия Сан-Андрес-Тустлы
Епархия Сан-Андрес-Тустлы (лат. Dioecesis Sancti Andreae de Tuxtla) — Епархия Римско-католической церкви с центром в городе Сан-Андрес-Тустла, Мексика. Епархия Сан-Андрес-Тустлы входит в митрополию Халапы. Кафедральным собором епархии Сан-Андрес-Тустлы является церковь святых Иосифа и Андрея. 

## История
23 мая 1959 года Римский папа Иоанн XXIII издал буллу Quibus christiani, которой учредил епархию Сан-Андрес-Тустлы, выделив её из архиепархии Халапы.

## Ординарии епархии
- епископ Jesús Villareal y Fierro (1959—1965)
- епископ Arturo Antonio Szymanski Ramírez (1965—1968)
- епископ Guillermo Ranzahuer González (1969—2004)
- епископ José Trinidad Zapata Ortiz (2004 — 20.03.2014), назначен епископом Папантлы
  - Sede Vacante

## Источник
- Annuario Pontificio, Ватикан, 2005
- Булла Quibus christiani, AAS 51 (1959), стр. 881  (лат.)